# September Mornings
September Mornings ist eine brasilianische Drama-Fernsehserie, die von O2 Filmes für Prime Video produziert wird. Die Serie wurde am 25. Juni 2021 weltweit auf Prime Video veröffentlicht.

## Handlung
September Mornings erzählt die Geschichte von Cassandra, einer Transfrau, die als Lieferfahrerin für eine mobile App arbeitet. Sie lebt derzeit in São Paulo und musste ihre Heimatstadt verlassen, um ihren Traum zu verwirklichen, Coversängerin für Vanusa, eine brasilianische Sängerin aus den 1970er Jahren, zu werden. Nach jahrelangem Kämpfen hat sie endlich eine eigene Wohnung gefunden und ist in Ivaldo verliebt. Die Dinge werden kompliziert, als die Ex-Freundin Leide mit einem Jungen, der behauptet, ihr Sohn zu sein, wieder in ihr Leben tritt.

## Episodenliste
| Nr. | Deutscher Titel               | Originaltitel              | Erstveröffentlichung (Brasilien) | Deutschsprachige Erstveröffentlichung (—) | Regie | Drehbuch |
| --- | ----------------------------- | -------------------------- | -------------------------------- | ----------------------------------------- | ----- | -------- |
| 1   | In einem Augenblick           | É Só Por Hoje              | 25. Juni 2021                    | 25. Juni 2021                             | —     | —        |
| 2   | Das traurige Herz             | Para De Me Chamar De Pai!  | 25. Juni 2021                    | 25. Juni 2021                             | —     | —        |
| 3   | In jedem winzigen Lichtschein | Gersinho                   | 25. Juni 2021                    | 25. Juni 2021                             | —     | —        |
| 4   | Entweder - oder!              | É Pegar Ou Largar          | 25. Juni 2021                    | 25. Juni 2021                             | —     | —        |
| 5   | Wie es dir geht               | É Isso Mesmo, Baby, Enjoy! | 25. Juni 2021                    | 25. Juni 2021                             | —     | —        |